# 顧翀
顧翀（1496年—1567年），字曰翔，一字于漸，號遠齋，浙江寧波府慈谿縣人，明朝政治人物。

## 生平
嘉靖七年（1528年）戊子科浙江鄉試第四十三名舉人，十一年（1532年）中式壬辰科會試第九十四名，三甲第二百三十二名進士。吏部觀政，授工部都水司主事。十六年（1537年）八月遇父喪丁憂，辭去官職，守完喪後，復職兵部，升員外郎，受提拔至河南按察司僉事，遷福建參議，因抵禦倭寇有功，遷四川按察司副使，四十一年（1562年）正月考察去職。晚年致仕回鄉。隆慶元年（1567年）卒，年七十二。

## 家族
曾祖顧璿；祖父顧文；父顧銓（1461年-1537年），字文衡，封承德郎工部都水司主事。前母張氏；方氏；繼母羅氏。具慶下。妻邵氏。兄顧翧，弟顧、顧翺、顧翎、顧翊、顧。子顧瑤、顧珍、顧珂。